# Prorachthes stackelbergi
Prorachthes stackelbergi är en tvåvingeart som beskrevs av Paramonov 1927. Prorachthes stackelbergi ingår i släktet Prorachthes och familjen svävflugor. Inga underarter finns listade i Catalogue of Life.